# 가미분촌
가미훈촌(일본어: 上分村)은 일본 고치현 다카오카군에 있던 촌이다. 현재의 스사키시에 해당한다.

## 역사
- 1889년 4월 1일 - 정촌제 시행에 의해 근세이후의 가미분촌이 단독으로 지자체를 형성하였다.
- 1941년 1월 1일 - 신조촌을 편입하였다.
- 1954년 10월 1일 - 스사키정, 오노고촌, 우라노우치촌, 아소촌과 합병해 스사키시가 성립, 동일 가미분촌은 폐지되었다.

## 참고 문헌
- 角川日本地名大辞典編纂委員会, 『角川日本地名大辞典 39 高知県』1983, 角川書店